# Agustín Herrera
Agustín Enrique Herrera Osuna (ur. 22 marca 1985 w Los Mochis) – meksykański piłkarz występujący na pozycji napastnika.

## Kariera klubowa
Herrera jest wychowankiem zespołu Club Santos Laguna z siedzibą w mieście Torreón, do którego seniorskiej drużyny został włączony jako dwudziestolatek. W meksykańskiej Primera División zadebiutował za kadencji szkoleniowca Benjamína Galindo, 22 stycznia 2006 w przegranym 0:1 spotkaniu z Pumas UNAM. Premierowego gola w najwyższej klasie rozgrywkowej strzelił natomiast 4 marca 2007 w wygranej 2:1 konfrontacji z Morelią. W wiosennym sezonie Clausura 2008 wywalczył pierwszy w swojej karierze tytuł mistrza Meksyku, lecz pełnił wówczas rolę głębokiego rezerwowego ekipy prowadzonej przez Daniela Guzmána. Dwa lata później, podczas rozgrywek Bicentenario 2010, zanotował natomiast wicemistrzostwo kraju, lecz przez cały swój pobyt w Santos Lagunie nie potrafił wywalczyć sobie miejsca w pierwszym składzie, rywalizując o miejsce w wyjściowej jedenastce z zawodnikami takimi jak Christian Benítez, Oribe Peralta, Matías Vuoso czy Carlos Darwin Quintero.
Latem 2010 Herrera udał się na wypożyczenie do drugoligowej ekipy Mérida FC, gdzie spędził pół roku w roli podstawowego piłkarza, po czym został wypożyczony po raz kolejny, tym razem do zespołu Monarcas Morelia. Tam ani razu nie pojawił się jednak na boisku, występując wyłącznie w drugoligowych rezerwach klubu – Atlante UTN. W lipcu 2011 zasilił drugoligowy Tiburones Rojos de Veracruz, w którego barwach pełnił przeważnie rolę rezerwowego, a po upływie sześciu miesięcy przeniósł się do kolejnego drugoligowca, Dorados de Sinaloa z miasta Culiacán, gdzie również grał przez pół roku bez większych sukcesów. Na początku 2013 roku, po sześciu miesiącach bezrobocia, podpisał umowę z drugoligowym zespołem Altamira FC, a w późniejszym czasie wyjechał do Gwatemali, zostając piłkarzem tamtejszej drużyny Deportivo Coatepeque. W Liga Nacional de Guatemala zadebiutował 1 września 2013 w przegranym 1:2 meczu z USAC, natomiast premierowego gola w lidze gwatemalskiej strzelił trzy dni później w zremisowanym 1:1 pojedynku z Mictlán.
| Sezon     | Klub                        | Kraj      | Rozgrywki                  | Mecze | Bramki |
| --------- | --------------------------- | --------- | -------------------------- | ----- | ------ |
| 2005/2006 | Club Santos Laguna          | Meksyk    | Liga MX                    | 1     | 0      |
| 2006/2007 | Club Santos Laguna          | Meksyk    | Liga MX                    | 10    | 2      |
| 2007/2008 | Club Santos Laguna          | Meksyk    | Liga MX                    | 10    | 0      |
| 2008/2009 | Club Santos Laguna          | Meksyk    | Liga MX                    | 15    | 2      |
| 2009/2010 | Club Santos Laguna          | Meksyk    | Liga MX                    | 1     | 0      |
| 2010/2011 | Mérida FC                   | Meksyk    | Ascenso MX                 | 15    | 4      |
| 2010/2011 | Monarcas Morelia            | Meksyk    | Liga MX                    | 0     | 0      |
| 2011/2012 | Tiburones Rojos de Veracruz | Meksyk    | Ascenso MX                 | 10    | 0      |
| 2011/2012 | Dorados de Sinaloa          | Meksyk    | Ascenso MX                 | 8     | 2      |
| 2012/2013 | Altamira FC                 | Meksyk    | Ascenso MX                 | 11    | 1      |
| 2013/2014 | Deportivo Coatepeque        | Gwatemala | Liga Nacional de Guatemala |       |        |